# Синден, Гарри
Гарри Джеймс Синден (англ. Harry James Sinden, род. 14 сентября 1932, Уэстон, Онтарио) — канадский хоккеист, тренер и спортивный функционер. Был тренером, генеральным директором и президентом хоккейной команды «Бостон Брюинз» в Национальной хоккейной лиге, возглавлял сборную Канады во время хоккейной суперсерии СССР-Канада 1972 года. Является членом Зала хоккейной славы.

## Биография

### Карьера игрока
Выступал за «Ошава Дженералз» — молодёжный канадский хоккейный клуб из города Ошава, Онтарио (1949—1953). Шесть сезонов в провёл в старшем дивизионе в «Уитби Данлопс». Был капитаном этой команды, когда она выиграла Кубок Аллана в 1957 году.
Чемпион мира по хоккею 1958 года в Осло, Норвегия. Завоевал серебряную медаль в составе мужской сборной Канады по хоккею на Зимних Олимпийских играх 1960 года в Скво-Вэлли.
Вёл переговоры с «Монреаль Канадиенс», но соглашение о переходе в этот клуб достигнуто не было.
Несколько игр сыграл за «Халл-Оттава Канадиенс» в Восточной профессиональной хоккейной лиге. Затем по приглашению Линна Патрика, генерального менеджера «Бостон Брюинз», перешёл в качестве игрока — помощника тренера в «Кингстон Фронтенакс», дочерний клуб «Брюинз» (1960). Был назван лучшим игроком первой команды сезона 1961—1962 и в 1962—1963 в MVP лиге.
В 1963—1964 команда стала называться «Миннеаполис Брюинз» и выступала в Центральной хоккейной лиге с Синденом в качестве тренера-игрока. После двух сезонов команда сменила название на «Оклахома Сити Блэйзерс», в ней Синден закончил свою игровую карьеру в сезоне 1965—1966 после шести лет выступлений. В том заключительном сезоне он привёл команду к победе в лиге.

### Карьера тренера
В мае 1966 года Синден стал главным тренером «Бостон Брюинз», в то время — самым молодым тренером во всей НХЛ (33 года). Команда у него была тоже самой молодой, именно тогда в ней начинал свою карьеру Бобби Орр. Первый сезон под руководством Синдена окончился для «Бостона» без плей-офф с рекордно худшим результатом лиги. На следующий год в команду пригласили Фила Эспозито из «Чикаго Блэк Хоукс» и достигли рекордно победного результата. На третий сезон «Брюинз» набрали сто очков, уступив первое место «Монреаль Канадиенс». В сезоне 1969/70, после 29-летнего перерыва, «Брюинз» вновь завоевали Кубок Стэнли.
Непростые отношения с администрацией команды привели к добровольном уходу Синдена в отставку сразу после окончания победного сезона. Клуб включил его в свой список добровольно вышедших на пенсию, что не позволяло ему работать в другой команде в течение одного года.
Он устроился на работу в строительную компанию Stirling Homex Corp. в Рочестере, штат Нью-Йорк. А изданию «Sports Illustrated» в октябре 1970 года заявил, что покинул «Брюинз» из-за того, что в середине сезона ему отказались повысить зарплату на следующий год.
В начале 1972 года Синдену предложили должность главного тренера «Нью-Йорк Айлендерс», но он отказался. Он также отклонил предложения от «Торонто Мейпл Лифс» и «Сент-Луис Блюз».
В июне 1972 года, после двухлетнего перерыва в хоккее, он был назначен главным тренером и менеджером канадской команды в суперсерии СССР — Канада 1972 года. После медленного старта он привёл канадцев к победе, увенчанной победным голом Пола Хендерсона за 34 секунды до конца финальной игры. Эспозито, воссоединившийся с Синденом, стал лучшим бомбардиром серии. Синден надиктовывал на магнитофон свой дневник на протяжении всей серии. Эти магнитофонные записи были изданы книгой «Hockey Showdown» в 1972 году. Впоследствии высоко отзывался об уровне советских игроков и тренеров.
Через несколько дней после окончания суперсерии Синден подписал пятилетний контракт с «Брюинз» в качестве генерального менеджера, сменив Милта Шмидта, который стал исполнительным директором, и проработал на этом посту чуть более 28 лет, что почти равнялось 30-летнему сроку пребывания (1924—1954) менеджера-основателя команды Арта Росса. Он стал президентом клуба в декабре 1988 года и оставался исполнительным директором «Брюинз» до лета 2006 года, когда ушёл в отставку с должности консультанта.
Годы руководства Синдена командой были годами стабильного успеха, был установлен профессиональный рекорд Северной Америки по количеству выходов в плей-офф подряд — 29 раз, включая две победы в Кубке Стэнли (1970, 1972) и ещё пять раз игру в финале (1974, 1977, 1978, 1988, 1990).
Несмотря на этот многолетний успех, Синден часто подвергался критике со стороны фанатов команды. Он был участником многих конфликтов, начиная от разбора видеоповторов и заканчивая судебными разбирательствами по вопросам заработной платы. В сезоне 1996/97 НХЛ оштрафовала его на 5 000 долларов за словесные оскорбления в адрес судьи при просмотре видеоповтора, который не засчитал гол в игре между его командой и «Оттавой Сенаторз». Синден также отказался удовлетворить арбитражное решение по Дмитрию Христичу, резко критиковал игру Христича в плей-офф и был возмущен, когда судья присудил тому зарплату в 2,8 миллиона долларов.
В настоящее время Синден старший советник владельца «Бостон Брюинз», а также член отборочной комиссии Зала хоккейной славы. Он также является инструктором по хоккею и скаутингу в онлайн-школе спортивного мастерства Sports Management Worldwide в Портленде, штат Орегон. В 2011 году его имя было нанесено на Кубок Стэнли во второй раз, через 41 год после его первого титула в Кубке Стэнли в качестве тренера.